# Wainwright (Schiff, 1966)
Die Wainwright, auch USS Wainwright, (Kennungen: DLG-28 und CG-28) war ein Kreuzer der United States Navy und gehörte zur Belknap-Klasse.

## Geschichte
Die Wainwright wurde als Zerstörerführer mit Lenkwaffen (DLG = „Destroyer Leader Guided Missile“) 1962 bei Bath Iron Works in Bath auf Kiel gelegt und 1966 in Dienst gestellt.
Ab 1967 nahm das Schiff am Vietnamkrieg teil, unter anderem diente es als Radarleitstelle während der Operation Rolling Thunder.
In den 1970er Jahren gehörte die Wainwright zur 6. Flotte im Mittelmeer. Ab September 1973 bis Ende 1974 lag das Schiff in der Charleston Naval Shipyard zur ersten regulären Überholung. 1975 erfolgte die Reklassifizierung zum Lenkwaffenkreuzer (CG = „Cruiser Guided Missile“), außerdem besuchte sie Rumänien als erstes US-amerikanisches Kriegsschiff. Im Jahr 1979 wurden Startbehälter für Seezielflugkörper vom Typ AGM-84 Harpoon an Bord installiert.
Auch in den 1980ern verbrachte die Wainwright den Großteil ihrer Dienstzeit im Mittelmeer und Nordatlantik, 1988 nahm das Schiff an der Operation Praying Mantis teil und war an der Versenkung eines iranischen Kriegsschiffes beteiligt, nachdem dieses Raketen auf die Wainwright gefeuert hatte.
In den 1990er Jahren erhielt die Wainwright ein so genanntes „New Threat Upgrade“ und kam erst 1991 wieder zur Flotte. 1992 erfolgte die erste Verlegung, der Kreuzer fuhr als Teil der Flugzeugträgerkampfgruppe um die John F. Kennedy im Rahmen der Operation Provide Hope. 1993 wurde das Schiff schließlich außer Dienst gestellt. Bis 2002 lag das Schiff als Teil der Reserveflotte in Philadelphia, bis die Wainwright am 12. Juni 2002 als Zielschiff versenkt wurde. Bereits am vorherigen Tag wurde sie von zwei Harpoon getroffen, blieb aber über Nacht schwimmfähig, so dass sie von zwei Torpedos versenkt wurde.